# Langgengsari
Langgengsari is een bestuurslaag in het regentschap Indramayu van de provincie West-Java, Indonesië. Langgengsari telt 3092 inwoners (volkstelling 2010).